# 11084 Giò
(11084) Giò, denumire internațională (11084) Gio, este un asteroid din centura principală de asteroizi.

## Descriere
11084 Giò este un asteroid din centura principală de asteroizi. A fost descoperit pe 19 septembrie 1993 la observatorul astronomic din Farra d'Isonzo. Asteroidul prezintă o orbită caracterizată de o semiaxă mare de 2,32 ua, o excentricitate de 0,12 și o înclinație de 3,8° în raport cu ecliptica.